# 卡洛·艾莫尼诺
卡洛·艾莫尼诺（意大利语：Carlo Aymonino，1926年7月18日–2010年7月3日）是一位意大利建筑师、城市规划师，其最负盛名的设计项目是阿米亚塔山集合住宅（Monte Amiata Housing）。

## 早期生活
卡洛·艾莫尼诺生于罗马，毕业于罗马大学。其间接受了马塞罗·皮亚琴蒂尼（Marcello Piacentini）的训练。

## 建筑作品
毕业后，他在罗马进行建筑实践。在1949年到1954年间，与Mario Ridolfi和Ludovico Quaroni一道，他进行了首次建筑实践经历：INA-Casa集合住宅项目。项目位于罗马的Via Tiburtina，是意大利新现实主义的杰出作品。
通过这次经历，他获得了实践方面的经验和技巧，并在后来的项目中得以展现。尤其是1955年位于马泰拉的Spine Bianche集合住宅项目，以及1957年位于福贾的Tratturo dei Preti住宅项目。
1967到1970年，艾莫尼诺作为Studio AYDE的一员，与阿尔多·罗西合作了位于米兰Gallaratese区的阿米亚塔山集合住宅项目。

## 写作与编辑
1954年开始，艾莫尼诺兼职Il contemporaneo杂志的编辑。
1957年到1965年间，他还为Casabella杂志写作，参与到了1950年代末激烈的文化、建筑论战中。
1973年，艾莫尼诺发表了L'Abitazione Razionale: Atti de Congressi CIAM 1929-30，是一项社会住宅分析。这是有关建筑与城市主义研究中的类型学方法的最早范例之一，是新理性主义思潮的核心内容。本书同时还包括了1929年Congrès International d'Architecture Moderne (CIAM) 大会上有关社会住宅的论文（来自Siegfried Giedion, Ernst May,Walter Gropius, Le Corbusier, Victor Bourgeois等），以及布鲁塞尔的1930年会议的有关论文（来自Giedon, Böhm and Kaufmann, Gropius, Richard Neutra, Tiege等）。

## 城市规划师
1957年艾莫尼诺成为了Società di Architettura e Urbanistica - S.A.U. (城市规划与建筑协会)会员。
在城市规划方面，艾莫尼诺发展了“Directional Center”的概念，作为城市与其周边联系的工具。这对于辨识城市的类型学格外有帮助。艾莫尼诺在1962年的都灵和博洛尼亚市中心设计竞赛方案中实践了这些概念和理论。

## Studio AYDE
1960年，他与弟弟Maurizio Aymonino，还有Baldo De Rossi和Alessandro De Rossi共同创立了Studio AYDE。